# アグネス・ヘイ
アグネス・ジョージアナ・エリザベス・ヘイ（Agnes Georgiana Elizabeth Hay, 1829年2月12日 - 1869年12月18日）は、アイルランド・スコットランド系貴族のエロル伯爵令嬢で、第5代ファイフ伯爵ジェイムズ・ダフの妻。

## 生涯
アグネスは1829年に、第18代エロル伯爵ウィリアム・ヘイと連合王国国王ウィリアム4世の庶子であるエリザベス・フィッツクラレンス夫妻の次女（第3子）としてアイルランドのダブリンで誕生した。母エリザベスはウィリアム4世が愛妾ドロシー・ジョーダンとの間にもうけた10人の子どものうちの三女である。
1846年3月16日、パリの連合王国大使館にてサー・アレグザンダー・ダフの息子ジェイムズ・ダフと結婚した。ジェイムズは1857年に子どもがいなかった第4代ファイフ伯爵が亡くなった後、爵位を継承した。
1869年、40歳の時にロンドンで死去した。

## 子女
ジェイムズとの間に1男5女を儲けた。
- アイダ・ルイーザ・アリス・ダフ（不明 – 1918年） - エイドリアン・エリアス・ホープと結婚、離婚後に株式仲買人のウィリアム・ウィルソンと再婚
- アン・エリザベス・クレメンティーナ・ダフ（1847年 – 1925年） - 第5代タウンゼンド侯爵ジョン・タウンゼンド（英語版）と結婚
- アレグザンダー・ウィリアム・ジョージ・ダフ（1849年 – 1912年） - 国王エドワード7世とアレクサンドラ王妃夫妻の第1王女（プリンセス・ロイヤル）ルイーズと結婚し、ファイフ公爵位に叙爵[4]
- アレクシナ・ダフ（1851年 – 1882年） - ヘンリー・コヴェントリーと結婚
- アグネス・セシル・エメリン・ダフ（1852年 – 1925年） - ダップリン子爵ジョージ・ロバート・ヘイ＝ドラモンド（第12代キノール伯爵ジョージ・ヘイ＝ドラモンドの長男）と結婚、離婚後に外科医のアルフレッド・クーパーと再婚[注釈 1]
- メアリー・ハミルトン・ダフ（1854年） - 夭折